# Dmitrij Karpov
Dmitrij Vasil'evič Karpov (in russo Дмитрий Васильевич Карпов?; Karaganda, 23 luglio 1981) è un ex multiplista kazako, bronzo olimpico ad Atene 2004 nel decathlon.

## Biografia
È uno dei più forti decatleti al mondo, pur non essendo mai riuscito ad aggiudicarsi una medaglia d'oro nelle principali competizioni internazionali; nel 2008 si è aggiudicato il prestigioso Hypomeeting.
Pur essendo il territorio del Kazakistan tra l'Europa e l'Asia, la rappresentativa kazaka di atletica leggera partecipa alle manifestazioni regionali asiatiche. Karpov è detentore dei primati asiatici di decathlon ed eptathlon e si è laureato tre volte campione asiatico di prove multiple, due all'aperto ed una indoor.
L'anno dell'ingresso di Karpov nel contesto internazionale è il 2000, quando prese parte ai Mondiali juniores classificandosi al quarto posto nel decathlon. Ben presto infatti si distinse nelle prove multiple, disciplina che, nonostante l'ottavo posto nel salto in lungo ai Campionati asiatici del 2002, gli porterà le maggiori soddisfazioni.
Nel 2003 vinse la medaglia di bronzo ai Mondiali di Saint-Denis, confermando un trend positivo di crescita delle sue prestazioni che culminerà alle Olimpiadi di Atene nel 2004. Per l'occasione Karpov giunse al terzo posto col record personale di 8 725 punti. Ai successivi Mondiali del 2005 non porta a termine la gara, così come accadde alle Olimpiadi di Pechino del 2008, un anno dopo la conferma del suo terzo posto ai Mondiali di Osaka.

## Record nazionali

### Seniores
- Decathtlon: 8 725 p. ( Atene, 23-24 agosto 2004)
- Eptathtlon indoor: 6 229 p. ( Tallinn, 15-16 febbraio 2008)
- Salto in lungo indoor: 7,99 m ( Mosca, 8 febbraio 2004)

## Progressione

### Decathlon
| Stagione | Punteggio | Luogo       | Data       | Rank. Mond. |
| -------- | --------- | ----------- | ---------- | ----------- |
| 2011     | 8 089 p.  | Kladno      | 16-6-2011  | 23º         |
| 2010     | 8 026 p.  | Canton      | 25-11-2010 | 24º         |
| 2009     | 8 029 p.  | Kladno      | 24-6-2009  | 29º         |
| 2008     | 8 504 p.  | Götzis      | 1-6-2008   | 6º          |
| 2007     | 8 586 p.  | Osaka       | 1-9-2007   | 4º          |
| 2006     | 8 438 p.  | Talence     | 17-9-2006  | 4º          |
| 2004     | 8 725 p.  | Atene       | 24-8-2004  | 4º          |
| 2003     | 8 374 p.  | Saint-Denis | 27-8-2003  | 4º          |
| 2002     | 7 995 p.  | Pusan       | 10-10-2002 | 24º         |
| 2001     | 7 567 p.  | Osaka       | 24-5-2001  |             |
| 2000     | 7 620 p.  | Almaty      | 28-5-2000  |             |
| 1999     | 7 105 p.  | Almaty      | 11-9-1999  |             |

### Eptathlon indoor
| Stagione | Punteggio | Luogo     | Data      | Rank. Mond. |
| -------- | --------- | --------- | --------- | ----------- |
| 2008     | 6 229 p.  | Tallinn   | 16-6-2008 | 3º          |
| 2004     | 6 155 p.  | Budapest  | 7-3-2004  | 5º          |
| 2003     | 5 866 p.  | Qaraǵandy | 8-2-2003  | 12º         |
| 2002     | 6 033 p.  | Qaraǵandy | 9-2-2002  | 6º          |

## Palmarès
| Anno | Manifestazione         | Sede        | Evento         | Risultato | Prestazione | Note                                     |
| ---- | ---------------------- | ----------- | -------------- | --------- | ----------- | ---------------------------------------- |
| 2000 | Mondiali juniores      | Santiago    | Decathlon      | 4º        | 7 366 p.    |                                          |
| 2002 | Campionati asiatici    | Colombo     | Salto in lungo | 8º        | 7,70 m      |                                          |
| 2002 | Giochi asiatici        | Pusan       | Decathlon      | Argento   | 7 995 p.    |                                          |
| 2003 | Mondiali               | Saint-Denis | Decathlon      | Bronzo    | 8 374 p.    | Record nazionale                         |
| 2004 | Mondiali indoor        | Budapest    | Eptathlon      | 4º        | 6 155 p.    | Miglior prestazione personale stagionale |
| 2004 | Giochi olimpici        | Atene       | Decathlon      | Bronzo    | 8 725 p.    | Record asiatico                          |
| 2005 | Mondiali               | Helsinki    | Decathlon      | dnf       | dnf         |                                          |
| 2006 | Giochi asiatici        | Doha        | Decathlon      | Oro       | 8 384 p.    |                                          |
| 2007 | Mondiali               | Osaka       | Decathlon      | Bronzo    | 8 586 p.    | Miglior prestazione personale stagionale |
| 2008 | Mondiali indoor        | Valencia    | Eptathlon      | Bronzo    | 6 131 p.    |                                          |
| 2008 | Giochi olimpici        | Pechino     | Decathlon      | dnf       | dnf         |                                          |
| 2009 | Giochi asiatici indoor | Hanoi       | Eptathlon      | Argento   | 5 691 p.    |                                          |
| 2009 | Mondiali               | Berlino     | Decathlon      | 20º       | 7 952 p.    |                                          |
| 2010 | Giochi asiatici        | Canton      | Decathlon      | Oro       | 8 026 p.    |                                          |
| 2011 | Mondiali               | Taegu       | Decathlon      | 21º       | 7 550 p.    |                                          |
| 2012 | Asiatici indoor        | Hangzhou    | Eptathlon      | Oro       | 5 928 p.    | Record dei campionati                    |
| 2012 | Giochi olimpici        | Londra      | Decathlon      | 18º       | 7 926 p.    |                                          |
| 2013 | Campionati asiatici    | Pune        | Decathlon      | Oro       | 8 037 p.    | Record dei campionati                    |
| 2013 | Mondiali               | Mosca       | Decathlon      | dnf       | dnf         |                                          |
| 2014 | Asiatici indoor        | Hangzhou    | Eptathlon      | Oro       | 5 752 p.    |                                          |
| 2014 | Giochi asiatici        | Incheon     | Decathlon      | 4º        | 7 749 p.    |                                          |